# Raptor (lenguaje de programación)
Raptor Es una herramienta de autor gráfica creada por Martin C. Carlisle, Terry Wilson, Jeff Humphries y Jason Moore. El software se encuentra alojado y es mantenido por el profesor Martin Carlisle de la Academia de la Fuerza Aérea de los EE. UU..
El software permite al estudiante escribir y ejecutar programas que utilizan diagramas de flujo. Típicamente es utilizado en las academias para enseñar introducción a los conceptos de programación.